# تحالفات التجميل الأنثوية

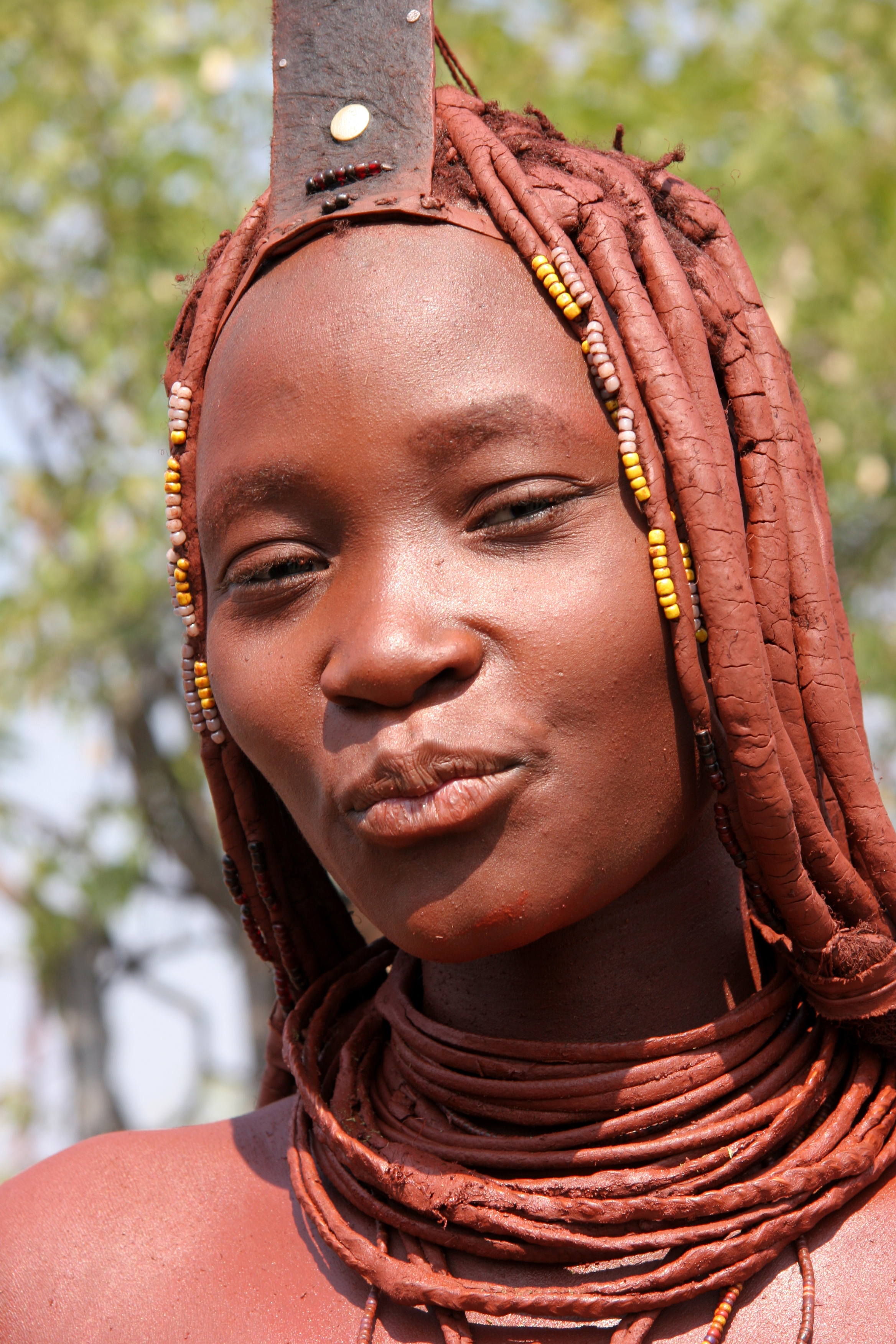
امرأة من شعب الهيمبا (شمال ناميبيا) واضعة على جسمها مغرة حمراء بغرض التجميل.

تُعدّ نظرية التحالفات التجميلية الأنثوية محاولةً جديدةً ومثيرة للجدل لتفسير الظهور التطوري للفن والطقوس والثقافة الرمزية عند الإنسان العاقل. اقتُرحت هذه النظرية من قبل علماء الأنثروبولوجيا التطورية كريس نايت وكاميلا باور وعالم الآثار إيان واتس. يعارض مؤيدو هذه النظرية الجديدة الافتراض السائد بأن الفن القديم قد رسم أو نُقش على أسطح خارجية مثل جدران الكهوف أو الواجهات الصخرية. يجادل مؤيدو النظرية بدلًا من ذلك بأن الفن أقدم بكثير مما اعتُقد سابقًا وأن جسم الإنسان كان قماش اللوحات الأولى. يتكون الفن المبكر، وفقًا لتحالفات التجميل الأنثوية، من تصميمات حمراء دموية في الغالب تُنتج على الجسم لأغراض استعراض التجميل.
تُعد التحالفات التجميلية الأنثوية نهجًا مفاهيميًا يربط 1) نظرية داروين للتطور عن طريق الانتقاء الطبيعي والجنسي، 2) البحث في الاصطفاء الجنسي بواسطة السعادين والقرود الذين يعيشون في البرية، 3) السجل الأحفوري للتدمُّغ في التطور البشري، 4) الاكتشافات الأركيولوجية الحديثة لأصباغ المغرة الحمراء التي يعود تاريخها إلى نشوء نوع الإنسان العاقل في أفريقيا منذ حوالي 250 ألف عام، 5) الإثنوغرافيا الحديثة للصيد وجمع الثمار. تُجمع هذه المواضيع التي تبدو متباينة معًا في منشور مشترك التأليف في محاولة لتفسير السبب في أن عالم اليوم يسكنه الإنسان العاقل الحديث بدلاً من البشر البدائيين الذين كانوا يتمتعون بقدر كبير من الذكاء والنجاح سابقًا. نُشرت هذه المقالة حول الاختبار الأركيولوجي الشامل لنظرية تحالفات التجميل الانثوية، بما في ذلك نقاش قوي بين المتخصصين، في مجلة الأنثروبولوجيا الحالية عام 2016.

يقول دوغلاس ك. عام 2001 في مقالته «نساء مرسومات» في مجلة نيو ساينتيست: 
«بالطبع، لم يقتنع الجميع، ولكن علماء الأنثروبولوجيا بدأوا في أخذ الفكرة بجدية. من بين نقاط قوة هذه الفكرة أنها تتناول مسألة لماذا تطورت الثقافة الرمزية، بدلاً من مجرد كيفية تطورها، وفقًا لروبن دنبر من جامعة ليفربول».

## تفاصيل نموذج التحالفات التجميل النسائية

### التزامن التكاثري
في الرئيسيات، عادة ما يأخذ التزامن التكاثري شكل الحمل وموسمية الولادة. الساعة التنظيمية، في هذه الحالة، هي موضع الشمس فيما يتعلق بميل الأرض. في الرئيسات الليلية أو شبه الليلية -على سبيل المثال السعدان الليلي- قد يكون دور القمر مؤثرًا أيضًا. يعد التزامن عمومًا بالنسبة للرئيسات متغيرًا مهمًا يحدد مدى انحراف الأبوة -يُعرف على أنه مدى احتكار خصوبة التزاوج من خلال جزء صغير من السكان من الذكور. كلما زادت دقة التزامن التكاثري للأنثى، زاد عدد الإناث المبيضات اللائي يجب حمايتهن في وقت واحد، ويصبح من الصعب على أي ذكر مهيمن أن ينجح في احتكار الإناث لنفسه. يعود هذا ببساطة، لأنه من خلال حضوره لأي أنثى خصبة، يترك الذكر دون أدنى شك الأخريات بحرية ليتزاوجن مع خصومه. والنتيجة هي توزيع الأبوة على نطاق أوسع عبر مجموع السكان الذكور، ما يقلل من انحراف الأبوة.

### الإباضة المخفية والتزامن والتطور
لا يمكن أن يكون  أن أن يكون التزامن التناسلي مثاليًا أبدًا. من ناحية أخرى، تتنبأ النماذج النظرية بأن الأنواع التي تعيش في مجموعات سوف تميل إلى المزامنة بحيث يمكن للإناث الاستفادة من زيادة عدد الذكور إلى أقصى حد في فرص الأبوة، ما يقلل من الانحراف الإنجابي. تتنبأ نفس النماذج بأن إناث الرئيسات، بما في ذلك البشر المتطورون، سيعمدنَ إلى المزامنة حيثما يمكن الحصول على فوائد اللياقة البدنية من خلال تأمين الوصول إلى العديد من الذكور. وعلى العكس من ذلك، فإن الإناث اللائي يعشن في مجموعات واللائي يحتجن إلى تقييد الأبوة في حائز حريم مهيمن واحد ينبغي أن يساعدنَ بتجنب التزامن.